# Tinus Trotyl
Tinus Trotyl is een Nederlandse stripreeks van tekenaar Jan van Haasteren en schrijver Philip Sohier. 

## Inhoud
Hoofdpersoon is Tinus Trotyl, die een ziekelijke liefde heeft voor explosies. Een van zijn typerende uitspraken is Geen woorden, maar knallen. Zijn onafscheidelijke metgezel Thomas reageert steevast met Zou je dat nu wel doen, Tinus?, maar uiteraard gaan de plannen van Tinus toch door.

## Publicatiegeschiedenis
De verhaaltjes van één tot vijf pagina's zijn verschenen van 1974 tot 1976 in de stripbladen Sjors en Eppo. De eerste elf verhalen verschenen in Sjors. De negentien volgende verhalen verschenen in Eppo, waarin Sjors in de loop van 1975 was opgegaan. Daarna verscheen er in 1982 nog een zwart-wit verhaal in het tijdschrift Fenomeen nr.7. Het laatste verhaal verscheen in 1983 in het schoolboekje Stripwerk.
Er zijn ook vier verhalen verschenen in het tijdschrift Sjors en Sjimmie Extra in 1991 en 1992. Dit zijn herdrukken van een aantal van bovenstaande verhalen.

## Verhalen

### Alle verhalen
Er verschenen 32 verhalen
1. Tinus Trotyl - Sjors 7433;
2. Flower Power - Sjors 7433;
3. Dan liever de lucht in - Sjors 7441;
4. Postsores - Sjors 7447;
5. Kerstfeest knalfeest - Sjors 7452;
6. Op wintersport - Sjors 7501;
7. Karnaknal - Sjors 7507;
8. Tinus Trotyl speelt met vuurwerk - Sjors 7528;
9. Formule TNT - Sjors 7530;
10. Paniek op de camping - Sjors 7534;
11. Op herhaling - Sjors 7538;
12. Tinus Trotyl - Eppo 7503;
13. Tumult om IJzersteyn  - Eppo 7506;
14. In het Wilde Westen  - Eppo 7507;
15. Tinus Trotyl als loodgieter - Eppo 7509;
16. Gelukkig 1976!! - Eppo 7513;
17. Bankoverval - Eppo 7602;
18. Scheikundeles - Eppo 7603;
19. In het bos - Eppo 7604;
20. Carnaval - Eppo 7606;
21. Tocht naar Chatham - Eppo 7607;
22. Een knal voor rust - Eppo 7609;
23. De Bingvaas - Eppo 7611;
24. Mare Trotylus - Eppo 7615;
25. Grote schoonmaak - Eppo 7616;
26. Houthakken - Eppo 7617;
27. De mixer - Eppo 7621;
28. De verjaardag - Eppo 7624;
29. Betrapt - Eppo 7631;
30. Mister Echo - Eppo 7643;
31. Reclame vliegen - Fenomeen 8207.
32. 'n Speciale Bestelling..., zonder tekst (Stripwerk, 1983)

### Album
Er is één album van Tinus Trotyl verschenen in 1984 bij Arboris met daarin de verhalen 1, 2, 4, 6, 8, 9, 10 en 29. Daarnaast zijn enkele stripbundels verschenen met losse afleveringen. Het betreft vooral de verhalen uit Sjors. De meeste verhalen uit Eppo zijn nooit in albumvorm verschenen.